# Río Chvizhepse
El río Chvizhepse (del ruso: Чвижепсе) es un río del distrito de Sochi en el krai de Krasnodar, en Rusia, afluente del río Mzymta.

## Curso
Tiene unos 19 km de longitud. Nace en la ladera occidental del monte Achishjó, en el Cáucaso occidental, unos 36 km al norte de Adler y 8 km al norte de Medoveyevka. En su curso el río en su inicio toma dirección oeste y va describiendo una curva hacia el sur y el sureste hasta su desembocadura en el Mzymta. A su paso se encuentran las localidades de Medodéyevka (un poco al este del cauce) y Chvizhepse, donde vierte sus aguas.